# Neen
 (mars 2013).
Si vous disposez d'ouvrages ou d'articles de référence ou si vous connaissez des sites web de qualité traitant du thème abordé ici, merci de compléter l'article en donnant les références utiles à sa vérifiabilité et en les liant à la section « Notes et références ».
Le Neen est un mouvement artistique qui utilise et maltraite les technologies, en particulier les ordinateurs, pour créer des résultats artistiques inattendus. L’artiste et peintre grec Miltos Manetas est l’initiateur de ce mouvement. Il avait le sentiment que les expressions telles que « art contemporain » étaient inappropriées pour décrire l’art et la culture des nouveaux médias qui utilisent les écrans d’ordinateur, la production digitale, les logiciels open source et Internet pour produire un art surprenant et novateur.
En mai 2000, Manetas demande au cabinet marketing californien Lexicon d’inventer un nom approprié pour ce nouveau mouvement. Il en choisit deux sur la centaine proposée : Telic et Neen.
Telic signifie littéralement « quelque chose qui a une destination finale » et s’applique à l’utilisation normale ou acceptée des outils et de la technologie. Les processus Telic sont des processus en construction, qui donnent un sens. Inventer une technologie pour assouvir un besoin existant est un mécanisme Telic.  
Neen au contraire est une réutilisation créative et opportuniste des technologies dans un but tout à fait différent de celui pour lequel elles étaient désignées. Le Neen est du Telic en pleine déconstruction. Il ouvre de nouvelles portes et réutilise les technologies bon marché et disponibles. Les œuvres Neen sont évoluées, nouvelles, personnelles et temporaires.

## Origine
Peu de temps après l’inauguration du  nom « Neen » à la galerie Gagosian de New York en juin 2000, Manetas déménage à Los Angeles et fonde l’organisation et la galerie de l’Orphelinat Électronique.
Les artistes faisant partie du mouvement Neen sont les suivants : Andreas Angelidakis, Mai Ueda, Mike Calvert, Rafael Rozendaal, Steven Schkolne, John White C, Nikola Tosic, Amy Franceschini de Future Farmers, Joel Fox, Marc Kremers and Angelo Plessas.
Quelques artistes (Erik Loyer, Jon Winet) ont exprimé alors leur scepticisme sur le bien-fondé du nom « Neen » créé par Lexicon et sur son éventuel rayonnement (Olsen 2000). Manetas lui-même admet que l’un des rôles d’un artiste est d’attirer l’attention sur son œuvre (Glassie, 2002). En janvier 2004, on ne savait pas encore si ses efforts pour faire connaître le Neen et le Telic allaient porter ses fruits et si l’utilisation de ces termes se prolongerait au-delà de ses partenaires immédiats.